# Trichius sexualis
Trichius sexualis, auch als Südöstlicher Pinselkäfer bekannt, ist ein Käfer aus der Familie der Blatthornkäfer (Scarabaeidae). Die Art wird der Unterfamilie der Rosenkäfer (Cetoniinae) zugeordnet. Trichius sexualis ist eine von drei Arten der Gattung Trichius, die in Mitteleuropa vorkommen.

## Merkmale
Die Käfer erreichen eine Länge von 10–12 mm. Kopf und Halsschild sind bräunlich behaart. Die Flügeldecken sind gewöhnlich gelb mit drei schwarzen Querbinden, die nicht bis zur Flügeldeckennaht reichen. Die Flügelmusterung kann jedoch sehr variabel sein.
Männchen und Weibchen lassen sich gewöhnlich anhand der Ausbildung des ersten Vordertarsenglieds bestimmen. Dieses ist beim Männchen am apikalen Ende verbreitert und abgerundet. Die Mittelschiene weist bei den Männchen im Gegensatz zu Trichius fasciatus keine tiefe Einkerbung auf. Von der im westlichen Europa vorkommenden Art Trichius gallicus unterscheidet sich Trichius sexualis auf der Ventralseite der Männchen. Die Art ist auf den vier vorletzten Sterniten weißlich beschuppt, während T. gallicus lediglich am vorletzten Sternit weißlich beschuppt ist. Das Pygidium der Weibchen der drei verwandten Arten weist ebenfalls Unterschiede auf.

## Vorkommen
Trichius sexualis ist in Südosteuropa verbreitet. Ihr Vorkommen reicht im Westen über Österreich und Bayern bis ins Elsass und in die Vogesen.

## Lebensweise
Die Larven von Trichius sexualis entwickeln sich in Laubholz und benötigen zwei Jahre bis zum adulten Käfer. Die Käfer fliegen gewöhnlich von Mitte Mai bis Anfang August. Die besonders wärmeliebende Käferart findet man an sonnenexponierten Waldrändern und Hanglagen. Die Käfer beobachtet man häufig an den Blüten von Holunder, aber auch an Blüten verschiedener Doldenblütler.

## Taxonomie
In der Literatur findet man folgende Synonyme:
- Trichius abdominalis Erichson, 1848 nec Ménétries, 1832